# 天堂乡
天堂乡，是中华人民共和国湖南省怀化市新晃侗族自治县下辖的一个乡镇级行政单位。

## 行政区划
天堂乡下辖以下地区：
桂根村、地习村、道丁村、小簸村、竹坪村、高洞村、大旺村、大榜村、绞沟村、渡溪村、彭岩村、界牌村和天堂村。